# Cúp quốc gia Scotland 1952–53
 Cúp quốc gia Scotland 1952–53 là mùa giải thứ 68 của giải đấu bóng đá loại trực tiếp uy tín nhất Scotland. Chức vô địch thuộc về Rangers khi đánh bại Aberdeen trong trận đá lại Chung kết.

## Vòng Một
| Đội nhà            | Tỉ số | Đội khách            |
| ------------------ | ----- | -------------------- |
| Berwick Rangers    | 3 – 3 | Dundee United        |
| Dumbarton          | 1 – 3 | Cowdenbeath          |
| East Fife          | 7 – 1 | Vale of Leithen      |
| Elgin City         | 2 – 3 | Third Lanark         |
| Eyemouth United    | 0 – 4 | Celtic               |
| Hibernian          | 8 – 1 | Stenhousemuir        |
| Leith Athletic     | 1 – 8 | Airdrieonians        |
| Greenock Morton    | 3 – 1 | Dunfermline Athletic |
| Newton Stewart     | 2 – 2 | Falkirk              |
| Queen of the South | 2 – 1 | Huntly               |
| Raith Rovers       | 5 – 0 | Clachnacuddin        |
| Rangers            | 4 – 0 | Arbroath             |
| St Mirren          | 1 – 1 | Brechin City         |
| Stranraer          | 0 – 4 | Kilmarnock           |

### Đá lại
| Đội nhà       | Tỉ số | Đội khách       |
| ------------- | ----- | --------------- |
| Brechin City  | 0 – 1 | St Mirren       |
| Dundee United | 2 – 3 | Berwick Rangers |
| Falkirk       | 4 – 0 | Newton Stewart  |

## Vòng Hai
| Đội nhà             | Tỉ số | Đội khách          |
| ------------------- | ----- | ------------------ |
| Aberdeen            | 2 – 0 | St Mirren          |
| Airdrieonians       | 3 – 0 | East Fife          |
| Albion Rovers       | 2 – 0 | East Stirlingshire |
| Alloa Athletic      | 0 – 2 | Motherwell         |
| Berwick Rangers     | 2 – 3 | Queen of the South |
| Buckie Thistle      | 1 – 5 | Ayr United         |
| Cowdenbeath         | 0 – 1 | Greenock Morton    |
| Dundee              | 0 – 2 | Rangers            |
| Forfar Athletic     | 2 – 4 | Falkirk            |
| Hamilton Academical | 2 – 2 | Kilmarnock         |
| Hibernian           | 4 – 2 | Queen’s Park       |
| Partick Thistle     | 0 – 2 | Clyde              |
| Raith Rovers        | 0 – 1 | Hearts             |
| St Johnstone        | 1 – 2 | Montrose           |
| Stirling Albion     | 1 – 1 | Celtic             |
| Wigtown & Blanoch   | 1 – 3 | Third Lanark       |

### Đá lại
| Đội nhà    | Tỉ số | Đội khách           |
| ---------- | ----- | ------------------- |
| Celtic     | 3 – 0 | Stirling Albion     |
| Kilmarnock | 0 – 2 | Hamilton Academical |

## Vòng Ba
| Đội nhà            | Tỉ số | Đội khách           |
| ------------------ | ----- | ------------------- |
| Aberdeen           | 5 – 5 | Motherwell          |
| Airdrieonians      | 0 – 4 | Hibernian           |
| Clyde              | 8 – 3 | Ayr United          |
| Falkirk            | 2 – 3 | Celtic              |
| Hearts             | 3 – 1 | Montrose            |
| Greenock Morton    | 1 – 4 | Rangers             |
| Queen of the South | 2 – 0 | Albion Rovers       |
| Third Lanark       | 1 – 0 | Hamilton Academical |

### Đá lại
| Đội nhà    | Tỉ số | Đội khách |
| ---------- | ----- | --------- |
| Motherwell | 1 – 6 | Aberdeen  |

## Tứ kết
| Đội nhà   | Tỉ số | Đội khách          |
| --------- | ----- | ------------------ |
| Clyde     | 1 – 2 | Third Lanark       |
| Hearts    | 2 – 1 | Queen of the South |
| Hibernian | 1 – 1 | Aberdeen           |
| Rangers   | 2 – 0 | Celtic             |

### Đá lại
| Đội nhà  | Tỉ số | Đội khách |
| -------- | ----- | --------- |
| Aberdeen | 2 – 0 | Hibernian |

## Bán kết
| Aberdeen          | v | Third Lanark         |
| ----------------- | - | -------------------- |
| Paddy Buckley 59' |   | John Cuthbertson 77' |

| Rangers                                | v | Hearts              |
| -------------------------------------- | - | ------------------- |
| Derek Grierson 44' · John Prentice 75' |   | Jimmy Wardhaugh 11' |

### Đá lại
| Aberdeen        | v | Third Lanark    |
| --------------- | - | --------------- |
| Yorston 32' 71' |   | Wattie Dick 30' |

## Chung kết
| Rangers     | v | Aberdeen    |
| ----------- | - | ----------- |
| Prentice 8' |   | Yorston 80' |

### Đá lại
| Rangers           | v | Aberdeen |
| ----------------- | - | -------- |
| Billy Simpson 42' |   |          |